# Google Fiber
Google Fiber ist ein Projekt von Alphabet Inc. zum Aufbau eines Hochgeschwindigkeits-Glasfasernetzes. Die Datenübertragungsrate beträgt bis zu zwei Gigabit pro Sekunde (2 Gbit/s) im Downstream und ein Gigabit pro Sekunde beim Upstream. Bis zur Gründung der Holding Alphabet Inc. im Rahmen der Umstrukturierung von Google war es noch ein Projekt von Google.
Der Aufbau der teilweise Breitbandinternetinfrastruktur begann in Kansas City (Kansas) und Kansas City (Missouri), welche aus über 1100 bewerbenden Gemeinden ausgewählt wurden.
Angeboten werden im Jahre 2023 in 16 Bundesstaaten der USA für 70 $ im Monat Internetzugänge mit 1 Gigabit/Sekunde, 2 Gigabit/Sekunde für 100 $/Monat, 5 Gigabit/Sekunde für 125 $ und 8 Gigabit/Sekunde für 150 $ in ausgewählten Orten.
'Google Fiber' wird von Google auch unter der Marke 'GFiber' angeboten – in Abgrenzung zum  US-weiten Mobilfunkangebot Google Fi – ebenfalls von Google.

## Experimenteller Charakter
Beim Projekt geht Google anders vor als traditionelle Netzbetreiber:
- Um teure Tiefbauarbeiten zu vermeiden, verlegte Google in Kansas City Leitungen über vorhandene, oberirdische Masten.
- Google verzichtete bisher auf eine Telefoniefunktion angeblich wegen hoher Kosten.[5]
- Google baut die Set-Top-Boxen und Router selbst.[6]

Außerdem wurde 2016 der Provider Webpass durch Google Fiber übernommen, der Punkt-zu-Punkt-Drahtlosverbindungen nutzt, um Glasfasernetzwerke ohne Tiefbauarbeiten anzubieten.

## Geschäftsmodell
Experten zweifeln am Geschäftsmodell von Google Fiber. Die Kosten betragen nach Schätzungen 850 bis 1250 Dollar pro Kunde.
Um die Kosten niedrig zu halten, wurden teure Tiefbauarbeiten vermieden und nur Stadtteile ausgebaut, in denen sich genug Menschen anmeldeten. Ein Teil der Kosten wird durch Steuergelder finanziert. Eine Gigabit-Leitung bietet Google für 70 Dollar an, mit Kabel-TV für 120 Dollar pro Monat. Außerdem gibt es ein auf sieben Jahre garantiertes Angebot mit 5 Mbit/s Datenübertragungsrate, bei dem nach der einmaligen Zahlung von 300 US-Dollar keine monatlichen Gebühren fällig werden.
Der Mutterkonzern Alphabet forderte im August 2016 Google Fiber auf, 500 der 1000 Mitarbeiter zu entlassen – nach 280 Millionen Dollar Quartalsverlust.
Der Glasfaserausbau in San José wurde beendet. Anfang Februar 2024 gab Alphabet-Finanzchefin Ruth Porat bekannt, dass der Konzern für GFiber Fremdkapital einwerben wolle. Unternehmensquellen zufolge wird letztlich ein Spin-off von Alphabet angestrebt.